# 지능형 비행 제어 시스템

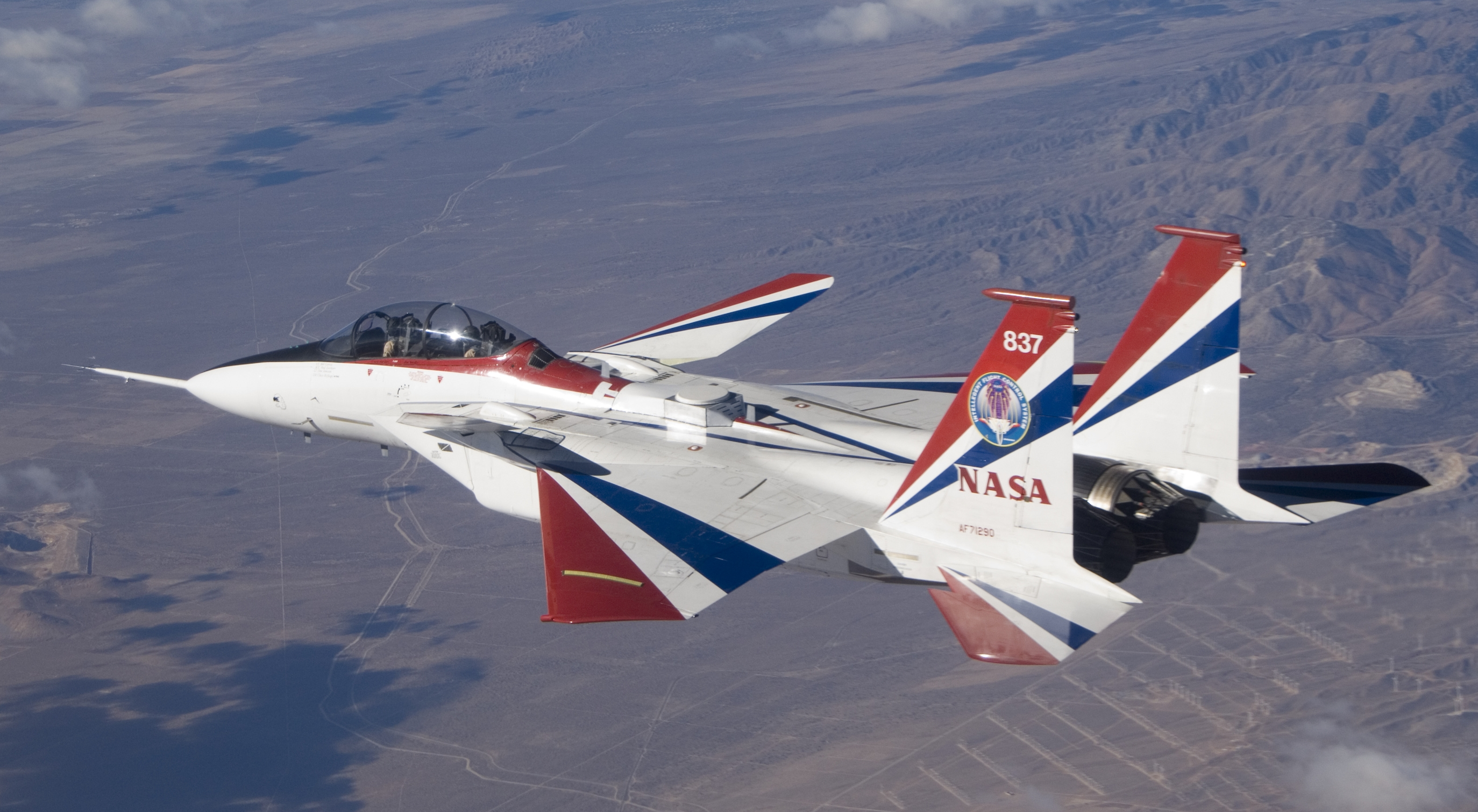
연구에 사용된 미항공우주국의 NF-15B

지능형 비행 제어 시스템(IFCS; Intelligent Flight Control System)은 차세대 비행 제어 시스템으로, 비행기의 승무원과 승객들을 보다 안전하게 하고, 평상시의 비행기의 성능을 극대화시키기 위한 설계이다. 이 시스템의 주요 장점은, 통상 비행기가 추락할 만한 고장 상태에서도 조종사가 비행기를 제어할 수 있게 한다는 것이다. IFCS는 미국 항공우주국 드라이덴 비행 연구 센터의 주도로 미항공우주국의 에임스 연구 센터, 보잉 팬텀 웍스, 버지니아대 과학 연구소, 조지아 기술 연구소와 공동연구로 개발되고 있다.

## IFCS의 목표
IFCS의 주 목표는 민간기과 군용기에 사용될 적응 가능하고 고장 방지(고장시에도 기능이 수행되는)의 시스템을 만드는 것이다. 이는 비행 제어 소프트웨어를 업그레이드하는 것으로, 자기학습 신경망 기술을 구현한 것이다. IFCS 신경망 계획은,
1. 비행기의 성능을 극대화시키는 데에 신경망 기술을 사용하여 비행기의 특성을 인식할 수 있는 비행 제어 시스템을 개발하는 것,
2. 비행기의 비행 특성을 분석하여 자기학습할 수 있는 신경망을 개발하는 것,
3. 위의 내용들을 IFCS의 시범기인 개조된 F-15S/MTD 비행기가 비행하는 동안 시범을 보이는 것이다.

## 이론
IFCS의 신경망은 비행기의 센서와 주 비행 컴퓨터의 오류 수정을 통하여 실시간으로 비행 특성을 학습한다. 그리고, 이러한 정보로 비행기의 또 다른 비행 특성 모델들을 만들어낸다. 신경망은 비행기가 안정적인 비행 상태에 있을 때에만 학습하고, 비행기가 이상 상태에 놓이는 특성은 모두 버린다. 비행기의 상태가 안정에서 이상으로 변하면, IFCS는 이러한 고장을 감지하여 비행기의 비행 특성 모델을 바꾸고, 신경망은 항공기의 실질적인 상태를 원점으로 되돌린다.

## 프로젝트 연혁

### 1세대
1세대 IFCS 비행 시험은 2003년에 행하여졌으며, 신경망의 출력을 테스트하였다. 이 단계에서 신경망은 F-15S/MTD의 풍동 테스트에서 얻은 비행 특성으로 선행 학습이 되어 있었고, 비행시 어떠한 제어의 조정도 제공되지 않았다. 신경망의 출력은 자료 수집만을 위한 장비에 저장되었다.

### 2세대
2세대 IFCS 테스트는 2005년에 행하여졌는데, 완전히 통합된 신경망이 사용되었다. 이는 계속하여 오류를 수정하여 그러한 수정의 효과를 측정하여 새로운 비행 모델을 학습하거나 기존의 것을 조정하는 시스템을 직접 적용한 것이었다. 비행기의 상태를 측정하기 위해, 신경망은 롤, 피치, 요잉의 축들로부터 31개의 입력을 받아들인다. 비행기의 상태와 모델 사이에 차이가 있다면, 신경망은 주 비행 컴퓨터의 출력을 조정하여 이들이 조종익면을 움직이는 장치 제어기에 보내어지기 전에 영점을 조정한다.

## 참고 문헌 및 링크
- NASA Dryden Flight Research Center Fact Sheets: Intelligent Flight Control System 보관됨 2010-03-24 - 웨이백 머신, 2006.7.21
- Flight test of an intelligent flight-control system, 2003.2.25.
- Peggy S. Williams-Hayes, 《Flight Test Implementation of a Second Generation Intelligent Flight Control System》, 2005.8.25.

## 같이 보기
- 비행 조종 시스템
- F-15
- F-15S/MTD